# 오이즈미정
오이즈미정(일본어: 大泉町 오이즈미마치[*])은 일본 군마현 남동부에 있는 오라군의 정이다.
산요 전기, 후지 중공업 등 많은 기업의 공장이 입지해 있다.
인구는 약 4만 1000명으로 군마현 내에서는 가장 인구가 많은 정이다. 또 인구 밀도는 군마현 내 시정촌 중에서 가장 높다. 인구의 약 10%는 브라질이나 페루 출신의 일본인이고 인접하는 오타시와 함께 일본계 외국인 노동자가 많다.

## 역사
- 1889년 4월 1일 - 정촌제 시행과 함께 오라군에 고이즈미촌과 오카와촌이 성립하였다.
- 1902년 7월 25일 - 고이즈미촌이 정으로 승격해 고이즈미정이 되었다.
- 1957년 3월 31일 - 오라군 고이즈미정과 오카와촌이 합병해 오이즈미정이 되었다.

## 인구
| 연도 | 인구   | ±%     |
| ---- | ------ | ------ |
| 1920 | 8,626  | —      |
| 1930 | 8,902  | +3.2%  |
| 1940 | 12,059 | +35.5% |
| 1950 | 18,397 | +52.6% |
| 1960 | 19,128 | +4.0%  |
| 1970 | 25,149 | +31.5% |
| 1980 | 31,283 | +24.4% |
| 1990 | 39,232 | +25.4% |
| 2000 | 41,403 | +5.5%  |
| 2010 | 40,254 | −2.8%  |

## 교통

### 철도
- 도부 철도 오이즈미선

### 도로
- 국도 354호선(일본어판)